# Olinda
Olinda – miasto w Regionie Północno-Wschodnim Brazylii, w stanie Pernambuco, nad Oceanem Atlantyckim, w regionie metropolitalnym Recife. Około 376,8 tys. mieszkańców. Dawna stolica regionu Pernambuco i jedno z najstarszych miast Brazylii, którego centrum od 1982 r. jest w całości wpisane na listę światowego dziedzictwa kultury UNESCO. Najbliższe lotnisko to Aeroporto Internacional do Recife/Guararapes–Gilberto Freyre – Recife. Głównymi sektorami ekonomii są turystyka (m.in. karnawał konkurencyjny do Rio), handel i rzemiosło. W mieście rozwinął się przemysł cukrowniczy oraz tytoniowy. Miasto ma bardzo wysoki wskaźnik przestępczości, szczególnie dotkliwe są przestępstwa przeciwko mieniu.

## Klimat
Pogoda w Olinda jest pod wpływem klimatu tropikalnego monsunowego. Są tam wyraźne pory deszczowe oraz krótka pora sucha. Wszystkie średnie temperatury miesięczne są większe niż 18 °C. Najwyższa temperatura roczna występuje tuż przed porą deszczową.
Olinda jest bardzo dobrym kierunkiem podróży przez cały rok, a miesiące z najlepszą pogodą to: lipiec, sierpień, wrzesień. Najcieplejsze miesiące to: styczeń (dzień: 30 °C, noc: 25 °C), luty (dzień: 30 °C, noc: 25 °C), marzec (dzień: 30 °C, noc: 25 °C). Najchłodniejszym miesiącem jest lipiec o temperaturze pomiędzy 22 °C w nocy i 27 °C w ciągu dnia. W Olindzie miesiące w których jest najwyższa szansa na deszcz to: czerwiec – 69%, lipiec – 69%, maj – 56%.